# La Force de l'amour
Pour plus de détails, voir Fiche technique et Distribution.
La Force de l'amour (愛は力だ, Ai wa chikara da) est un film dramatique japonais réalisé par Mikio Naruse et sorti en 1930. Le film et son scénario sont considérés comme perdus .  

## Synopsis
Gōzō Yoshikawa, le père de Toshio a fait fortune en temps de guerre, il a arrangé le mariage prochain de son fils avec Teruko de la riche famille Yanagida. Toshio mène une vie oisive et frivole, partageant son temps libre entre soirées alcoolisées et jeux. Il tombe amoureux d'une serveuse, une jolie orpheline prénommée Chiyoko, mais sa famille s'oppose à leur union. Épris, Toshio se décide à mener une vie plus responsable et prend un emploi dans l'entreprise de son père. Une fin heureuse est atteinte lorsque Chiyoko est adoptée au sein de la famille Yanagida, Toshio est alors autorisé à l'épouser tandis que Teruko peut se marier avec Shin'ichirō Izawa, son véritable amour.

## Fiche technique
- Titre original : 愛は力だ (Ai wa chikara da?)
- Titre français : La Force de l'amour
- Réalisation : Mikio Naruse
- Scénario : Takao Yanai
- Photographie : Shōjirō Sugimoto
- Société de production : Shōchiku
- Pays d'origine :  Empire du Japon
- Format : noir et blanc - muet
- Genre : drame
- Durée : 65 minutes (métrage : six bobines - 1 800 m[3])
- Dates de sortie :
  - Empire du Japon : 29 août 1930[3]

## Distribution
- Kenji Kimura : Gōzō Yoshikawa
- Ichirō Yūki : son fils, Toshio
- Eiko Takamatsu : la femme de Gōzō
- Tokio Seki : Yamada, le chauffeur
- Shunro Takeda : Yoshizō Yanagida
- Hiroko Kawasaki : Teruko
- Teruo Mōri : Shin'ichirō Izawa
- Shizue Tatsuta : Chiyoko, une serveuse
- Mitsuko Yoshikawa : une serveuse
- Takeshi Sakamoto : Murayama